# Masai Ujiri
Masai Ujiri (Bournemouth, 7 de julho de 1970) é um treinador de basquetebol nigeriano-canadense e gerente-geral do Toronto Raptors da National Basketball Association (NBA). Em 2013, recebeu o NBA Executive of the Year.